# Capoterra
Capoterra – miasto i gmina we Włoszech, w regionie Sardynia, w mieście metropolitalnym Cagliari. Graniczy z Assemini, Cagliari, Sarroch i Uta.
Według danych na rok 2004 gminę zamieszkiwało 21 420 osób, 315 os./km².